# زغال بیتومینه

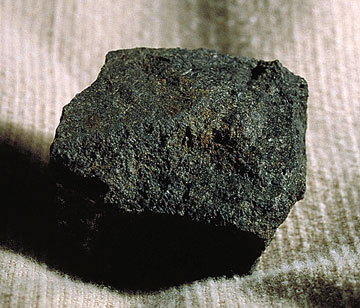

زغال بیتومینه زغال‌سنگی سیاه و براق است که گاهی تحت عنوان آشنای زغال خانگی از آن نام برده می‌شود و برحسب تقسیم‌بندی انواع زغال‌سنگ، نوع مرغوب است؛ یعنی محتوای کربنی بیشتر از لیگنیت ولی کمتر از آنتراسیت دارد. این زغال فراوان‌ترین و مهم‌ترین نوع زغال‌سنگ است و بر پایهٔ نوع کاربرد، نام‌گذاری شده‌است. پس از این‌که لیگنیت تشکیل و متراکم شد، زغال‌سنگ مرغوب‌تری به نام بیتومینه به‌وجود می‌آید.